# Comune di Hvalsø
Il comune di Hvalsø fino al 1º gennaio 2007 è stato un comune danese situato nella contea di Roskilde, il comune aveva una popolazione di 7 856 abitanti (2005) e una superficie di 72 km². Capoluogo era la cittadina omonima.
Dal 1º gennaio 2007, con l'entrata in vigore della riforma amministrativa, il comune è stato soppresso e accorpato ai comuni di Bramsnæs e Lejre per dare luogo al riformato comune di Lejre compreso nella regione della Selandia.